# Level Up
Level Up è un singolo della cantante statunitense Ciara, pubblicato il 18 luglio 2018 su etichetta discografica Beauty Marks Entertainment, facente parte della famiglia della Warner Bros. Records come singolo di lancio per il suo settimo album Beauty Marks.
Il brano è stato scritto dalla stessa Ciara in collaborazione con Theron Feemster, Telly Brown Jr. e J.R. Rotem, e prodotto da quest'ultimo. Un remix ufficiale, che ha visto la partecipazione dei rapper Missy Elliott e Fatman Scoop, è stato messo in commercio il successivo 26 luglio.

## Composizione
Il testo di Level Up si focalizza sui temi della crescita personale e del senso di legittimazione. Il titolo si riferisce direttamente ad un controverso post sul profilo Instagram dalla cantante contenente il video di un sermone del predicatore John Gray che istruisce le donne su cosa fare per trovare marito con l'hashtag "#LevelUp" nella didascalia. La cantante, accusata di voler fare una colpa alle donne single, ha successivamente chiarito affermando che la sua intenzione era quella di aiutare le donne che come lei avevano vissuto da madri single.

## Promozione
Per promuovere il singolo la cantante ha lanciato la "Level Up Challenge", sfidando i suoi fan a mostrare le loro migliori mosse di ballo ispirate alla canzone e a postare tre cose in cui vorrebbero "passare ad un livello superiore" o migliorarsi. Tra i partecipanti alla sfida figurano celebrità come Chris Pratt, Kelly Clarkson, Serena Williams, Macklemore, Janelle Monáe, Missy Elliott, Jennifer Hudson e lo stesso marito di Ciara, Russell Wilson.

## Video musicale
Il video musicale è stato inizialmente pubblicato sull'app del marito della cantante, Trace Me, in concomitanza con la diffusione del singolo sulle piattaforme digitali. Il video è stato diretto e coreografato da Parris Goebel e vede la partecipazione del gruppo di ballo tutto al femminile neozelandese ReQuest Dance Crew. Sempre su Trace Me, Ciara ha pubblicato il dietro le quinte del video il 6 agosto successivo.

## Tracce
Download digitale
1. Level Up – 3:24

Download digitale (Remix)
1. Level Up (feat. Missy Elliott e Fatman Scoop) – 3:49

## Formazione
- Ciara – voce, testi, musiche
- J.R. Rotem – produzione, tastiere, testi, musiche
- Theron Feemster - testi, musiche
- DJ Telly Tellz (Telly Brown Jr.) - testi, musiche

## Classifiche
| Classifica (2018) | Posizione massima |
| ----------------- | ----------------- |
| Belgio (Fiandre)  | 84                |
| Slovacchia        | 42                |
| Stati Uniti       | 59                |